# NN-183
La carretera NN-183 es una vía departamental secundaria ubicada en el departamento de Masaya. Tiene una longitud de 8,94 kilómetros y conecta el Camino al Comején en el límite municipal de Masaya y Tisma, con la zona del Volcán Masaya.

## Trazado y cruces
| km  | Localidad                              | Departamento | Conexión / Ruta               |
| --- | -------------------------------------- | ------------ | ----------------------------- |
| 0   | Camino al Comején, límite Masaya-Tisma | Masaya       | Conexión con vías locales     |
| 8,9 | Volcán Masaya                          | Masaya       | Parque Nacional Volcán Masaya |